# Autobahndreieck Halle-Süd
Das Autobahndreieck Halle-Süd (Abkürzung: AD Halle-Süd; Kurzform: Dreieck Halle-Süd) ist ein Autobahndreieck in Sachsen-Anhalt nahe der Stadt Halle (Saale). Es verbindet die Bundesautobahn 38 (Südharzautobahn) mit der Bundesautobahn 143 (Westumfahrung Halle).

## Geografie
Das Dreieck liegt auf dem Stadtgebiet von Bad Lauchstädt im Saalekreis. Nächstgelegene Ortsteile sind Delitz, Schotterey und Großgräfendorf, sowie Bad Lauchstädt-Stadt. Die umliegenden Städte sind Schkopau und Teutschenthal. Es befindet sich etwa 10 km südwestlich von Halle (Saale), etwa 35 km westlich von Leipzig und etwa 75 km nordöstlich von Erfurt.
Das Autobahndreieck Halle-Süd trägt auf der A 38 die Anschlussstellennummer 22, auf der A 143 die Nummer 6.

## Geschichte
Am 18. November 2003 wurde das Dreieck als Teil der Mitteldeutschen Schleife für den Verkehr freigegeben. Zunächst waren nur die A 143 in Richtung Norden sowie die A 38 in Richtung Süden befahrbar, bis im Dezember 2008 auch die A 38 in Richtung Westen eröffnet wurde.
Der Arbeitstitel des Bauwerks war Dreieck Lauchatal.

## Bauform und Ausbauzustand
Beide Autobahnen sind vierstreifig ausgebaut. Alle Verbindungsrampen sind zweispurig ausgeführt.
Das Dreieck wurde als linksgeführte Trompete angelegt.

## Verkehrsaufkommen
Das Dreieck wird täglich von rund 36.000 Fahrzeugen befahren. Mit dem geplanten Weiterbau der A 143 zur A 14 und der daraus resultierenden Komplettierung der Mitteldeutschen Schleife ist allerdings mit einer erheblichen Verkehrssteigerung zu rechnen.
| Von                  | Nach                     | Durchschnittliche tägliche Verkehrsstärke | Durchschnittliche tägliche Verkehrsstärke | Durchschnittliche tägliche Verkehrsstärke | Anteil Schwerlastverkehr | Anteil Schwerlastverkehr | Anteil Schwerlastverkehr |
| Von                  | Nach                     | 2005                                      | 2010                                      | 2015                                      | 2005                     | 2010                     | 2015                     |
| -------------------- | ------------------------ | ----------------------------------------- | ----------------------------------------- | ----------------------------------------- | ------------------------ | ------------------------ | ------------------------ |
| AS Schafstädt (A 38) | AD Halle-Süd             | –                                         | 21.500                                    | 31.600                                    | –                        | 18,3 %                   | 19,9 %                   |
| AD Halle-Süd         | AS Bad Lauchstädt (A 38) | 6.500                                     | 20.000                                    | 27.300                                    | 11,9 %                   | 17,8 %                   | 20,1 %                   |
| AS Holleben (A 143)  | AD Halle-Süd             | 6.500                                     | 09.100                                    | 13.600                                    | 11,9 %                   | 12,6 %                   | 11,7 %                   |